# 七宗村立川並小学校
七宗村立川並小学校（ひちそうそんりつ　かわなみしょうがっこう）は、かつて岐阜県加茂郡七宗村に存在した公立小学校。

## 概要
- 現在の七宗町上麻生平に存在し、現在の七宗町川並（旧・加茂郡久田見村大字上吉田の一部→上麻生村川並）の東部、及び七宗町上麻生（旧・上麻生村）の東部が校区であった。元は久田見村の小学校であったが、校区が上麻生村に編入された事により、上麻生村→七宗村の小学校となった。1966年上麻生小学校に統合され廃校。
- 校舎（木造2階建）は1967年まで上麻生小学校川並分教室として使用されたのち、公共施設として使用されたが、老朽化のため2017年に取り壊された[1]。跡地は平ヘリポートとなっている。

## 沿革
- 1872年（明治5年） - 上吉田村嵩に文開学校が開校。
- 1873年（明治6年） - 上麻生村柿ヶ野に柿ヶ野学校が開校。校区は上麻生村の勝・大崎・柿ヶ野。
- 1879年（明治12年） - 柿ヶ野学校が公立麻生学校に統合され、公立麻生学校柿ヶ野分教場となる。
- 1886年（明治19年） -
  - 上吉田村樫原地区[注釈 3]が文開学校から離脱し、上吉田下簡易科小学校が開校。
  - 公立麻生学校柿ヶ野分教場が柿ヶ野簡易科小学校として独立する。
- 1893年（明治26年） -
  - 上吉田村平地区[注釈 4]が上吉田上簡易科小学校から離脱し、上吉田中簡易科小学校が開校。
  - 柿ヶ野簡易科小学校が大崎尋常小学校に改称する。
- 1897年（明治30年）
  - 4月1日 - 久田見村と上吉田村が合併し、久田見村となる。
  - 9月29日 - 飛騨川の洪水により、大崎尋常小学校の校舎が流出[注釈 5]。個人宅を仮校舎とする。
- 1898年（明治31年） -
  - 上吉田上簡易科小学校、上吉田中簡易科小学校、上吉田下簡易科小学校が統合され、久田見第二尋常小学校となる。
  - 大崎尋常小学校が新築移転。
- 1901年（明治34年） - 
  - 久田見第二尋常小学校が平尋常小学校に改称する。
  - 久田見第二尋常小学校から樫野尋常小学校[注釈 6]が分立する。
- 1911年（明治44年） -
  - 大崎尋常小学校に農業補習学校を併設。
  - 樫野尋常小学校が平尋常小学校樫野分教場となる。
- 1914年（大正3年） - 平尋常小学校が上吉田尋常小学校となる。樫野分教場廃止。
- 1915年（大正4年） - 上吉田尋常小学校樫野分教場（尋常科1・2年）を設置。
- 1923年（大正12年） - 上吉田尋常高等小学校に改称する。
- 1930年（昭和5年）
  - 1月 - 上麻生村と久田見村とで、「小学校児童教育事務交互委託教授規約」が結ばれ、大崎尋常小学校の児童[注釈 7]は全員久田見村の上吉田尋常高等小学校への通学、上吉田尋常小学校樫野分教場の児童[注釈 8]は全員上麻生村の上麻生尋常高等小学校への通学が決まる。
  - 4月 - 大崎尋常小学校は上吉田尋常高等小学校大崎分教場となる。上吉田尋常高等小学校樫野分教場を廃止。
  - 10月 - 上吉田尋常高等小学校大崎分教場を廃止。
- 1941年（昭和16年）4月1日 - 上吉田国民学校に改称する。
- 1947年（昭和22年）4月1日 - 久田見村立上吉田小学校に改称する。
- 1953年（昭和28年）5月1日 - 久田見村大字上吉田の一部（川並地区）が上麻生村に編入される。これに伴い、上麻生村立川並小学校に改称する。
- 1955年（昭和30年）2月11日 - 武儀郡神渕村と加茂郡上麻生村とが合併し、加茂郡七宗村が発足。同時に七宗村立川並小学校に改称する。
- 1966年（昭和41年）3月 - 上麻生小学校に統合され廃校。上麻生小学校川並分教室となる。
- 1967年（昭和41年）3月 - 上麻生小学校川並分教室を廃止。